# Chiesa di San Giacomo il Maggiore (Lubiana)
La chiesa di San Giacomo il Maggiore (in sloveno župnijska cerkev sv. Jakoba, šentjakobska cerkev) è una chiesa di Lubiana, capitale della Slovenia. È dedicata a san Giacomo il Maggiore.
Alla fine degli anni 20, la piazza di fronte alla chiesa è stata rinnovata dall'architetto sloveno Jože Plečnik e nei primi anni 1950 dall'architetto Boris Kobe.

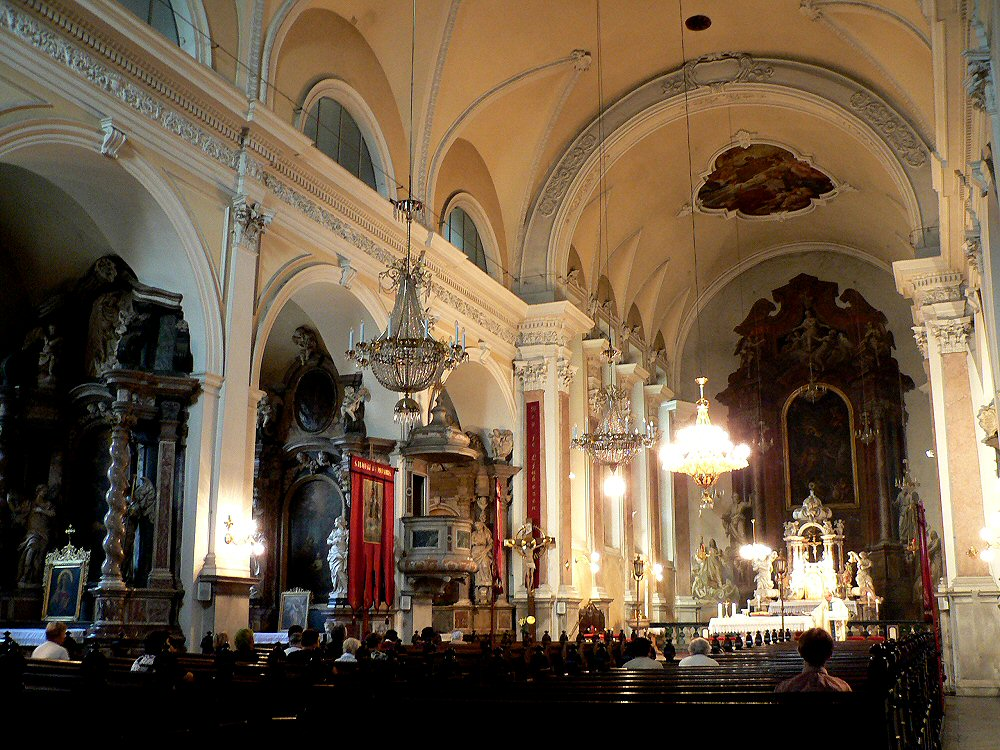
Interno della chiesa

## Storia
La chiesa fu costruita in stile barocco tra il 1613 e il 1615 sulle basi di una chiesa in stile gotico precedente, costruita nei primi anni del XV secolo dall'Ordine Agostiniano. Nel 1598, la vecchia chiesa è stata acquistata dai Gesuiti e diventò così la prima chiesa dei Gesuiti in Slovenia e una delle prime in Austria. L'interno è stato progettato dall'architetto italiano Francesco Robba, che ha progettato l'altare maggiore e lo scultore sloveno Luka Mislej ha progettato il portale d'ingresso e gli altari laterali in pietra. Dopo il terremoto di Lubiana del 1895, la chiesa fu ristrutturata dall'architetto Linz su progetto di Raimund Jeblinger e gli interni sono stati rinnovati da Janez Šubic. Tuttavia, gran parte dello stile barocco originale è rimasto intatto.